# Vapenmålare vid Kungl. Maj:ts Orden

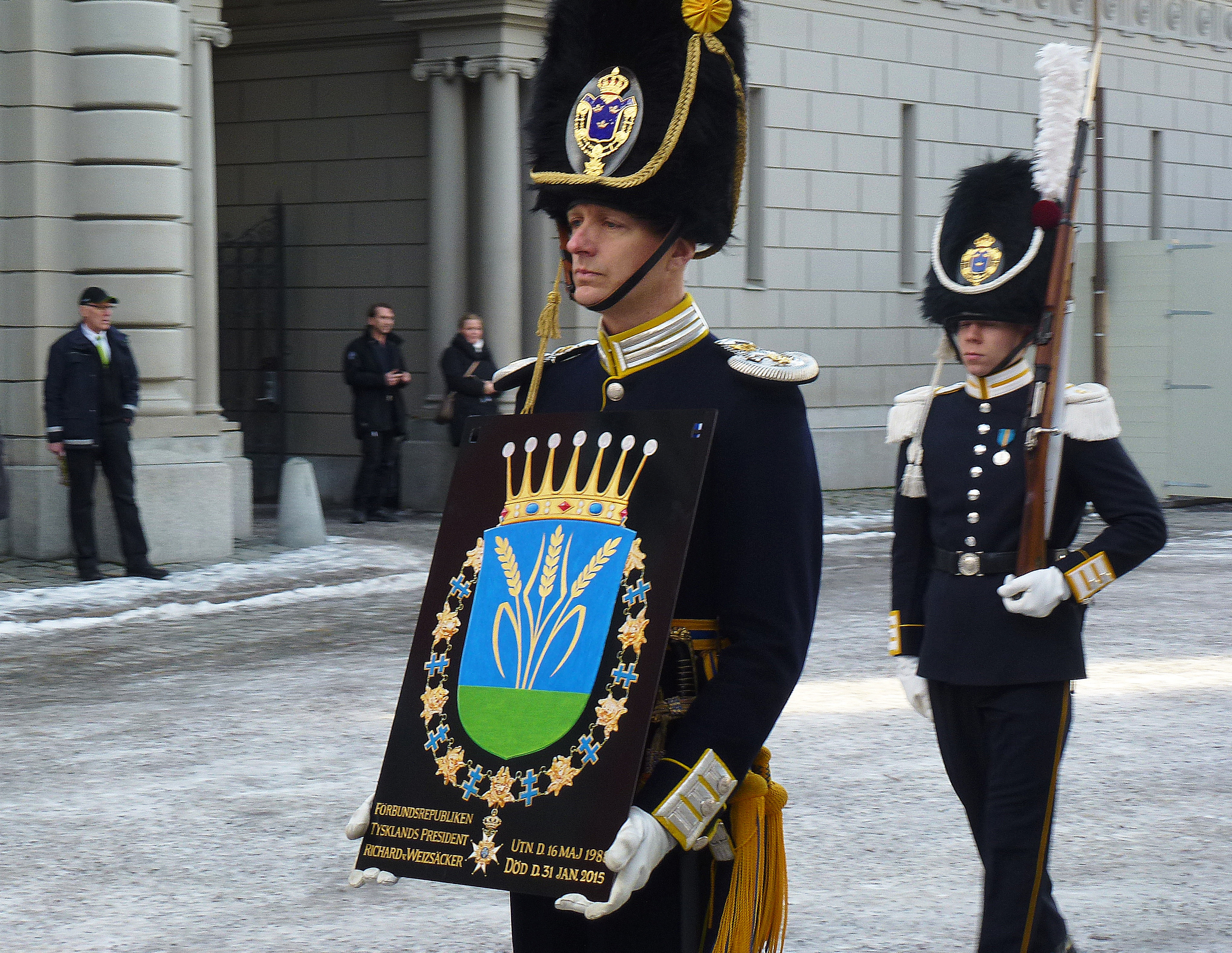
Richard von Weizsäckers serafimervapen bärs till Riddarholmskyrkan efter hans död 2015.

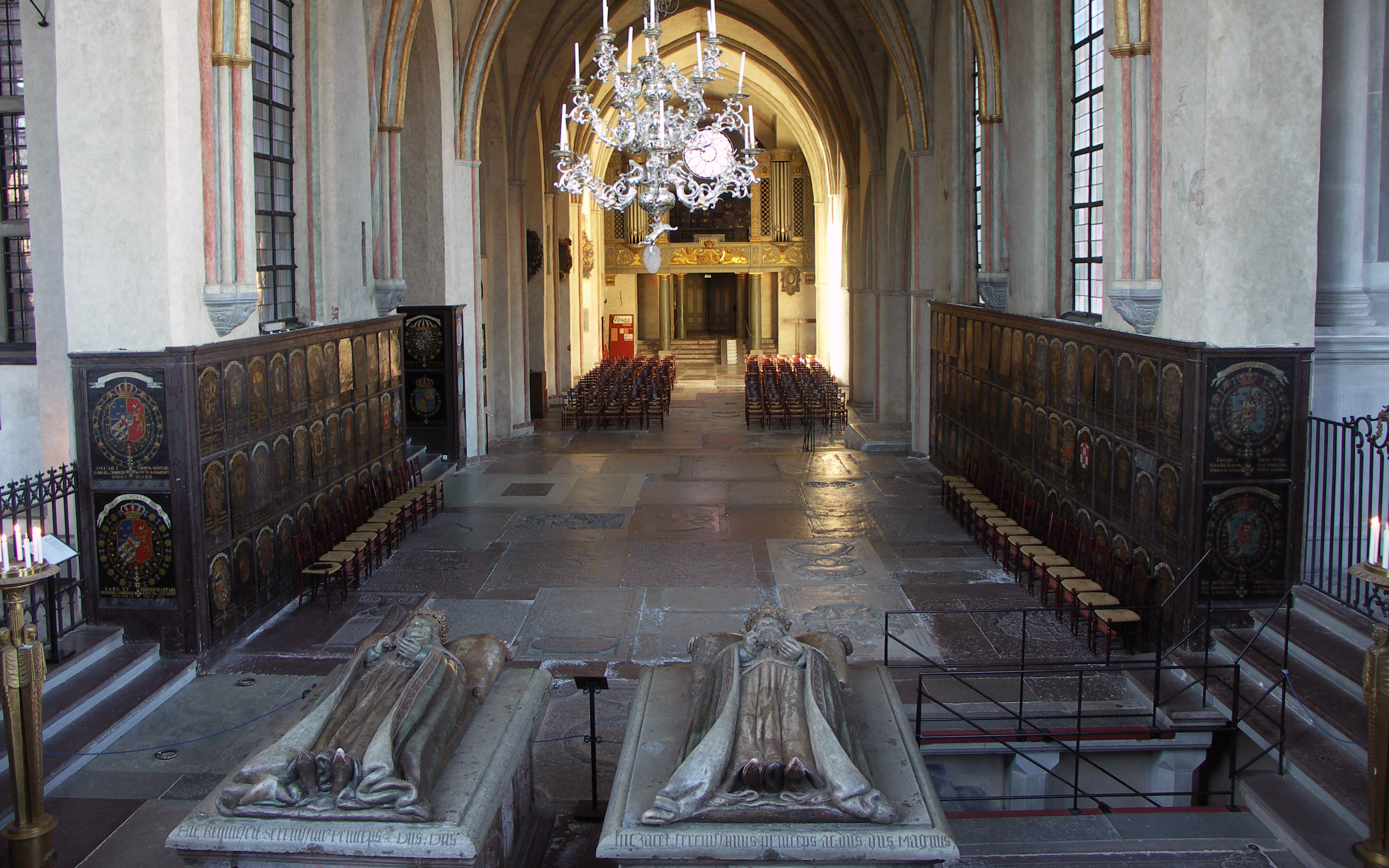
Vapensköldar i Riddarholmskyrkan för avlidna riddare och ledamöter av Kungl. Maj:ts orden (Serafimerorden).

Vapenmålare vid Kungl. Maj:ts Orden är en heraldisk konstnär knuten till Kungl. Maj:ts Orden med uppdrag att utföra de vapensköldar som framställs för varje innehavare av Serafimerorden. Som ämbetstecken bär vapenmålaren Serafimerordens mindre ordenstecken i ljusblått band på bröstet.
Sedan den 27 april 2006 av är Leif Ericsson vapenmålare. Vid ordenskapitlet 2019 fick Leif Ericsson titeln kungl. vapenmålare, i analogi med danske kungl. vapenmålaren.
Ett urval av sköldar tillhörande levande riddare och ledamöter visas i Serafimersalen på Stockholms slott. Avlidna innehavares sköldar sätts upp i Riddarholmskyrkan.

## Lista
Uppdraget har innehafts av tretton målare:
1. Johan Pasch 1764–1767
2. Lars Bolander 1770–1791
3. Pehr Anders Liedström 1795–1804
4. Carl Gustaf Eckstein 1805–1836
5. Johan Abraham Aleander 1838–1848
6. Carl Erik Holmström 1850–1854
7. Sven Christian Cadovius 1854–1858
8. Carl Gustaf Sjöblom 1859–1871
9. Carl Högberg 1873–1907
10. B. P. Hedlund 1907–1914
11. David Friefeldt 1914–1978
12. Bengt Olof Kälde 1984–2006
13. Leif Ericsson 2006–